# Slavičín - zámek
Slavičín - zámek este o arie protejată (arie specială de conservare — SAC, sit de importanță comunitară — SCI) din Republica Cehă întinsă pe o suprafață de 0,1 ha, integral pe uscat.

## Localizare
Centrul sitului Slavičín - zámek este situat la coordonatele 49°05′22″N 17°52′35″E / 49.089444°N 17.876389°E.

## Înființare
Situl Slavičín - zámek a fost declarat sit de importanță comunitară în aprilie 2005 pentru a proteja 1 specie de animale. Situl a fost protejat și ca arie specială de conservare în iulie 2012.

## Biodiversitate
Situată în ecoregiunea continentală, aria protejată nu include niciun habitat protejat.
La baza desemnării sitului se află o specie protejată de  mamifere: liliac cărămiziu (Myotis emarginatus).